# О Чон Е
О Чон Е  (кор. 오정애, 17 січня 1984) — корейська важкоатлетка, олімпійська медалістка.

## Виступи на Олімпіадах
| Олімпіада  | Дисципліна      | Місце |
| ---------- | --------------- | ----- |
| Пекін 2008 | легка категорія | 3     |